# Eucalyptus virgata
Eucalyptus virgata là một loài thực vật có hoa trong Họ Đào kim nương. Loài này được Sieber ex DC. mô tả khoa học đầu tiên năm 1828.